# Sundhope Burn (Whitrope Burn)
Der Sundhope Burn ist ein Wasserlauf in den Scottish Borders, Schottland. Er entsteht östlich des Greatmoor Hill  und fließt in südlicher Richtung bis zu seiner Mündung in den Whitrope Burn westlich des Weilers Whitropefoot.